# Айвар Джайєвер
Айвар Джайєвер (англ. Ivar Giaever (Івар Йєвер); нар. 5 квітня 1929, Берген, Норвегія — 20 червня 2025) — американський фізик норвезького походження, лауреат Нобелівської премії з фізики 1973 року (разом з Лео Есакі та Браяном Джозефсоном) за відкриття, що стосуються тунелювання в надпровідниках, явища відомого як ефект Джозефсона.

## Біографія
Джайєвер вивчав машинобудування в Норвезькому технологічному інституті, який закінчив в 1952 році. У 1954 році він емігрував до Канади, де працював у компанії «General Electric». Через два роки він переїхав до США, де працював у тій самій компанії прикладним математиком та завершив інженерні курси. З 1958 р. працював у Центрі досліджень і розробок компанії «General Electric» у Скенектаді, штат Нью-Йорк та одночасно навчався у Політехнічному інституті Ренсселера (Трой, штат Нью-Йорк), де здобув ступінь доктора філософії в 1964 році. Того ж року отримав громадянства США. Від 1958 до 1969 року Джайєвер працював у галузі тонких плівок, надпровідності та тунелювання. Пізніше Джайєвер загалом займався дослідженнями в галузі біофізики. Під час свого перебування в Кембриджському університеті завдяки стипендії Гуггенхейма (1969) він винайшов методику для доведення імунних реакцій. З 1970 року провів більшу частину свого часу у вивченні поведінки білкових молекул на поверхні твердих тіл. У 1988 році він залишив компанію та став професором-емерітом у Політехнічному інституті Ренсселера та почесним професором (professor-at-large) в Інституті фізики Університету Осло.
Крім Нобелівської премії він був нагороджений Призом Олівера Баклі від Американського фізичного товариства (1965) та нагородою Зворикіна від Національної академії інженерії (1974).